# Вірус Пуумала
Вірус Пуумала (Puumala orthohantavirus) — негативно спрямований одноланцюговий РНК-вірус родини Hantaviridae. Може стати причиною геморагічної гарячки з нирковим синдромом у людини. Переносником вірусу є нориця руда (Myodes glareolus) — гризун з родини хом'якові (Cricetidae). Зараження людей найчастіше відбувається через частинки посліду, які людина вдихає разом з пилом. Вірус спричинює захворювання з доброякісним перебігом, що називалося раніше епідемічною нефропатією. 

## Поширення
Вірус Пуумала був відкритий у 1980 році у Фінляндії і отримав свою назву з типового місцезнаходження — муніципалітету Пуумала. Згодом вид знайдено у Швеції, Бельгії, Франції, Росії, Білорусі та Україні.

## Незвичайний випадок
У серпні 2014 року ізраїльська дослідниця, яка вивчала полівок у Фінляндії, померла внаслідок зараження Puumala orthohantavirus, яке зумовило повне руйнування її імунної системи, що є незвичайним для цієї хвороби і могло бути внаслідок генетичних проблем дослідниці.